# Joachim Gérard
Joachim Gérard, né le 15 octobre 1988 à Uccle en Belgique et originaire de Limelette en Brabant Wallon, est un joueur de tennis en fauteuil roulant belge.
En dehors d'une carrière belge richement dotée, il s'est distingué à l'international en simple en remportant notamment 29 titres dont 4 Masters ainsi que 2 tournois du Grand Chelem gagnés en 2021 et en atteignant la première place mondiale le 5 décembre 2016.
Il détient en double 29 titres dont trois des quatre tournois du Grand Chelem. Seul l'US Open manque à son palmarès.
Aux Jeux olympiques de Rio en 2016, il parvient à décrocher la médaille de bronze.
Ses belles performances lui valent d'être élu sportif paralympique belge de l'année à trois reprises et de se voir décerner la distinction honorifique du Mérite wallon en 2016 (chevalier), 2018 (officier) et 2021 (commandeur).

## Biographie
À l'âge de 9 mois, il contracte la polio à la jambe droite. Il commence à pratiquer le tennis en fauteuil roulant à 12 ans. En 2004, il termine troisième de la coupe du monde par équipe organisée en Nouvelle-Zélande, associé à son ami depuis 2000, Mike Denayer. En 2005 à Groeningen aux Pays-Bas et 2006 à Rio de Janeiro au Brésil, Mike et lui gagnent la coupe du monde par équipe.
Fin 2006, il devient champion du monde junior et termine l'année à la première place du classement mondial, il obtient avec Mike le prix spécial du Jury de la part des Mérites sportifs de la Communauté française de Belgique.
En avril 2008, il gagne son premier tournoi ITF au Brésil.
Il a participé aux Jeux paralympiques d'été de 2008 où il a atteint les huitièmes de finale. Il a ensuite participé aux Jeux paralympiques d'été de 2012 durant lesquels il a atteint les quarts de finale.
Il atteint son meilleur classement en mai 2016 à la deuxième place mondiale. Il s'entraîne au club Justine Henin à Limelette en Belgique.
En 2014, il participe pour la première fois au tournoi de Roland-Garros. Il s'incline en simple au premier tour face à Gustavo Fernández mais remporte le tournoi en double avec son partenaire Stéphane Houdet.
En 2015, il réalise son plus grand exploit en simple en remportant le Masters de fin d'année en battant deux fois (en poules puis en finale) le numéro 1 mondial Shingo Kunieda qui restait sur 77 victoires consécutives.
En 2016, il atteint pour la première fois la finale d'un Grand Chelem en simple à l'Open d'Australie, en battant notamment le no 2 mondial Stéphane Houdet en demi-finale, mais s'y incline contre Gordon Reid. Aux Jeux paralympiques de Rio, il gagne le bronze face au Français Stéphane Houdet en deux sets (6-4, 6-2). À la fin de l'année, il remporte une seconde fois le Masters en battant en finale le nouveau numéro 1 mondial Gordon Reid.
En 2018, il remporte pour la troisième fois le Masters de fin d'année en battant en finale Shingo Kunieda.
En 2019, il remporte pour la quatrième fois en 5 ans le Masters de fin d'année battant en finale le Britannique Alfie Hewett sur le score de 6-3, 6-2.
Le 17 février 2021, il remporte son premier titre du Grand Chelem en battant Alfie Hewett en finale de l'Open d'Australie.
Le 11 juillet 2021, il remporte le tournoi de Wimbledon pour la première fois de sa carrière. Le Belge s’est imposé contre Gordon Reid (ITF 6) en deux sets 6-2 / 7-6.

## Évolution au classement mondial
| Année  | 2002 | 2003 | 2004 | 2005 | 2006 | 2007 | 2008 | 2009 | 2010 | 2011 | 2012 | 2013 | 2014 | 2015 | 2016 | 2017 |
| Simple | 273  | 245  | 143  | 84   | 34   | 23   | 14   | 12   | 18   | 22   | 8    | 3    | 7    | 3    | 3    | 8    |
| Double | 292  | 264  | 230  | 176  | 141  | 24   | 21   | 18   | 22   | 59   | 13   | 7    | 3    | 7    | 7    | 5    |

## Palmarès
|      | Titres en simple | Titres en double |
| ---- | ---------------- | ---------------- |
| MS   | 4                | 1                |
| GS   | 2                | 4                |
| SS   | 2                | 2                |
| ITF1 | 8                | 10               |
| ITF2 | 8                | 5                |
| ITF3 | 8                | 5                |
| ITFF | 0                | 1                |

### Palmarès national
- Champion de Belgique en simple en 2006, 2007, 2008, 2009, 2010, 2011, 2012, 2013, 2014, 2015, 2016, 2017, 2018, 2019, 2022, 2023
- Champion de Belgique en double en 2005, 2007, 2008, 2012, 2013, 2016

### Titres en simple (37)
|    | Date     | Nom et lieu du tournoi                                | Surface      | Finaliste            | Score          |
| -- | -------- | ----------------------------------------------------- | ------------ | -------------------- | -------------- |
| 1  | 12/04/08 | Minas Open, Minas (Brésil)                            | Terre battue | Laszlo Farkas        | 6-3, 6-2       |
| 2  | 17/08/08 | Ath Open, Ath (Belgique)                              | Terre battue | Gert Vos             | 6-2, 6-4       |
| 3  | 08/03/09 | Biel/Bienne Open, Bienne (Suisse)                     | Rebound ace  | Nicolas Peifer       | 7-5, 4-6, 7-5  |
| 4  | 16/08/09 | Ath Open, Ath (Belgique)                              | Terre battue | Lahcen Majdi         | 6-1, 6-4       |
| 5  | 15/03/10 | Biel/Bienne Open, Bienne (Suisse)                     | Rebound ace  | David Dalmasso       | 6-1, 6-1       |
| 6  | 31/10/10 | Nottingham Indoor Tournament, Nottingham (Angleterre) | Green Set    | Frédéric Cattaneo    | 6-3, 6-3       |
| 7  | 27/03/11 | Bavarian Indoor Open, Nuremberg (Allemagne)           | Carpet       | Tadeusz Kruszelnicki | 6-4, 6-2       |
| 8  | 14/08/11 | Ath Open, Ath (Belgique)                              | Terre battue | David Phillipson     | 6-3, 5-7, 6-1  |
| 9  | 13/03/12 | Biel/Bienne Open, Bienne (Suisse)                     | Rebound ace  | Martin Legner        | 7-5, 6-4       |
| 10 | 17/03/12 | Bavarian Indoor Open, Nuremberg (Allemagne)           | Carpet       | Tom Egberink         | 6-4, 6-4       |
| 11 | 05/08/12 | Salzburg Open, Salzbourg (Autriche)                   | Terre battue | Nicolas Peifer       | 7-6(2), 6-4    |
| 12 | 15/08/12 | Ath Open, Ath (Belgique)                              | Terre battue | Daniel Caverzaschi   | 6-3, 6-2       |
| 13 | 23/09/12 | Open de l'Ile de Ré, Ile de Ré (France)               | Quick        | Nicolas Peifer       | 6-1, 3-6, 6-2  |
| 14 | 30/09/12 | Sardinia Open, Alghero (Italie)                       | Green Set    | Frédéric Cattaneo    | 6-3, 5-7, 6-0  |
| 15 | 25/02/13 | Bavarian Indoor Open, Nuremberg (Allemagne)           | Carpet       | Nicolas Peifer       | 6-1, 6-2       |
| 16 | 21/07/13 | British Open, Nottingham (Angleterre)                 | Green Set    | Stéphane Houdet      | 6-2, 3-6, 6-3  |
| 17 | 04/08/13 | Salzburg Open, Salzbourg (Autriche)                   | Terre battue | Nicolas Peifer       | 6-1, 6-0       |
| 18 | 24/08/13 | Trofeo Della Mole, Turin (Italie)                     | Terre battue | Marc McCarrol        | 6-2, 6-2       |
| 19 | 22/09/13 | Open de l'Ile de Ré, Ile de Ré (France)               | Quick        | Nicolas Peifer       | 6-4, 5-7, 6-4  |
| 20 | 17/09/14 | Open de l'Ile de Ré, Ile de Ré (France)               | Quick        | Nicolas Peifer       | 6-4, 6-3       |
| 21 | 24/09/14 | Sardinia Open, Alghero (Italie)                       | Green set    | Stéphane Houdet      | 6-2, 6-3       |
| 22 | 12/04/15 | Gauteng Open, Johannesburg (Afrique du Sud)           | Green set    | Nicolas Peifer       | 6-2, 6-1       |
| 23 | 02/12/15 | NEC Wheelchair Tennis Masters, Londres (Royaume-Uni)  | Dur (int.)   | Shingo Kunieda       | 7-5, 2-6, 6-3  |
| 24 | 26/06/16 | Open de France, Antony (France)                       | Quick        | Stéphane Houdet      | 6-2, 7-5       |
| 25 | 16/07/16 | Swiss Open, Genève (Suisse                            | Green set    | Stéphane Houdet      | 3-6, 6-3, 6-4  |
| 26 | 02/10/16 | Open Amiens Hauts-de-France, Amiens (France)          | Terre battue | Stéphane Houdet      | 6-3, 6-0       |
| 27 | 19/11/16 | Bath Indoor Tournament, Bath (Angleterre)             | Green set    | Gustavo Fernández    | 6-0, 6-1       |
| 28 | 04/12/16 | NEC Wheelchair Tennis Masters, Londres (Royaume-Uni)  | Dur (int.)   | Gordon Reid          | 4-6, 6-4, 6-4  |
| 29 | 24/03/18 | Bolton Indoor, Bolton (Royaume-Uni)                   | Dur (int.)   | Evans Maripa         | 6-3, 7-5       |
| 30 | 09/06/18 | Plock Orlen Polish Open, Plock (Pologne)              | Terre battue | Martin De La Puente  | 6-2, 6-3       |
| 31 | 17/06/18 | Open de l'Ile de Ré, Ile de Ré (France)               | Quick        | Nicolas Peifer       | 6-4, 6-4       |
| 32 | 26/08/18 | Birmingham Classic, Birmingham (Canada)               | Dur          | Takashi Sanada       | 6-2, 3-6, 6-4  |
| 33 | 30/11/18 | NEC Wheelchair Tennis Masters, Orlando (États-Unis)   | Dur          | Shingo Kunieda       | 6-1, 65-7, 6-3 |
| 34 | 19/11/19 | NEC Wheelchair Tennis Masters, Orlando (États-Unis)   | Dur          | Alfie Hewett         | 6-3, 6-2       |
| 34 | 26/01/20 | Melbourne Open, Melbourne (Australie)                 | Dur          | Alfie Hewett         | 4-6, 7-5, 6-3  |
| 35 | 11/02/21 | Melbourne Open, Melbourne (Australie)                 | Dur          | Gustavo Fernández    | 6-1, 6-4       |
| 36 | 17/02/21 | Australian Open, Melbourne (Australie)                | Dur          | Alfie Hewett         | 6-0, 4-6, 6-4  |
| 37 | 11/07/21 | Wimbledon, Londres (Royaume-Uni)                      | Dur          | Gordon Reid          | 6-2, 7-6(2)    |

### Titres en double (31)
|    | Date     | Nom et lieu du tournoi                                        | Surface      | Partenaire        | Finalistes                            | Score             |
| -- | -------- | ------------------------------------------------------------- | ------------ | ----------------- | ------------------------------------- | ----------------- |
| 1  | 20/05/07 | Albarella Open, Albarella (Italie)                            | Terre battue | James Robinson    | Leonid Shevchik Piotr Jaroszewski     | 2-6, 6-3, 10-7    |
| 2  | 20/08/07 | Ath Open, Ath (Belgique)                                      | Terre battue | Mike Denayer      | Lachen Majdi Christian Gross          | 6-3, 6-3          |
| 3  | 17/08/08 | Ath Open, Ath (Belgique)                                      | Terre battue | James Robinson    | David Dalmasso Sebastien Rozier       | 6-0, 6-2          |
| 4  | 16/08/09 | Ath Open, Ath (Belgique)                                      | Terre battue | Mike Denayer      | James Robinson Laurent Fisher         | 6-2, 6-4          |
| 5  | 14/08/11 | Ath Open, Ath (Belgique)                                      | Terre battue | Mike Denayer      | Lachen Majdi Yann Avanthey            | Forfait           |
| 6  | 5/04/12  | Israël Open, Tel Aviv (Israël)                                | Green Set    | Tom Egberink      | Augustin Ledesma Ezequiel Casco       | 6-4, 7-67         |
| 7  | 02/06/12 | Korean Open, Séoul (Corée)                                    | Green Set    | Frederic Cattaneo | Sang-Oh Oh Satoshi Saïda              | 6-1, 6-3          |
| 8  | 15/08/12 | Ath Open, Ath (Belgique)                                      | Terre battue | Mike Denayer      | Lachen Majdi Gaetan Menguy            | 6-1, 6-3          |
| 9  | 23/09/12 | Open de l'Ile de Ré, Ile de Ré (France)                       | Quick        | Martin Legner     | Nicolas Peifer Ben Weekes             | 6-4, 6-2          |
| 10 | 30/09/12 | Sardinia Open, Alghero (Italie)                               | Green Set    | Martin Legner     | Frederic Cattaneo Tadeusz Kruselnicki | 6-3, 6-4          |
| 11 | 25/02/13 | Bavarian Indoor Open, Nuremberg (Allemagne)                   | Carpet       | Frederic Cattaneo | Nicolas Peifer Martin Legner          | 6-2, 65-7, [10-8] |
| 12 | 29/05/13 | Japan Open, Iizuka (Japon)                                    | Green Set    | Maikel Scheffers  | Satoshi Saida Takuya Miki             | 6-2, 6-2          |
| 13 | 12/06/13 | Open Memorial Santi Silvas, Olot (Espagne)                    | Green Set    | Gustavo Fernández | Tom Egberink Stefan Olsson            | 7-5 6-4           |
| 14 | 22/09/13 | Open de l'Ile de Ré, Ile de Ré (France)                       | Quick        | Nicolas Peifer    | Frédéric Cattaneo Martin Legner       | 6-3, 6-2          |
| 15 | 29/09/13 | Sardinia Open, Alghero (Italie)                               | Green Set    | Michael Jeremiasz | Martin Legner Stephane Houdet         | 6-3, 6-4          |
| 16 | 26/03/14 | Pensacola Open, Pensacola (États-Unis)                        | Green Set    | Nicolas Peifer    | Gordon Reid Gustavo Fernández         | 1-6, 6-3, [11-9]  |
| 17 | 04/06/14 | Roland Garros, Paris (France)                                 | Green Set    | Stéphane Houdet   | Nicolas Peifer Gustavo Fernández      | 4-6, 6-3, [11-9]  |
| 18 | 08/06/14 | Swiss Open, Genève (Suisse)                                   | Green Set    | Stéphane Houdet   | Asi Stokol Amir Levi                  | 6-6, 6-0          |
| 19 | 15/06/14 | British Open, Nottingham (Grande-Bretagne)                    | Green Set    | Maikel Scheffers  | Gustavo Fernández Nicolas Peifer      | 2-6, 6-3, 6-1     |
| 20 | 01/10/14 | Sardinia Open, Alghero (Italie)                               | Green Set    | Stéphane Houdet   | Alfie Hewett Michael Jeremiasz        | 7-5, 6-2          |
| 21 | 24/09/14 | Open de la Baie de Somme, Rue (France)                        | Green Set    | Stéphane Houdet   | Alfie Hewett Gordon Reid              | 6-1, 6-4          |
| 22 | 05/11/14 | UNIQLO Wheelchair Doubles Masters, Mission Viejo (États-Unis) | Dur          | Stéphane Houdet   | Michael Jeremiasz Gordon Reid         | 6-4, 6-1          |
| 23 | 21/11/14 | Nottingham Indoor, Nottingham (Angleterre)                    | Green Set    | Nicolas Peifer    | Michael Jeremiasz Gordon Reid         | 6-4, 6-3          |
| 24 | 22/03/15 | Pensacola Open, Pensacola (États-Unis)                        | Green Set    | Gordon Reid       | Michael Jeremiasz Nicolas Peifer      | 6-2, 6-2          |
| 25 | 26/07/15 | Swiss Open, Genève (Suisse)                                   | Green Set    | Stephane Houdet   | Stefan Olsson David Phillipson        | 6-4, 6-3          |
| 26 | 26/09/15 | Sardinia Open, Alghero (Italie)                               | Green Set    | Stephane Houdet   | Michael Jeremiasz Nicolas Peifer      | 4-6, 6-1, 10/8    |
| 27 | 04/10/15 | Open de la Baie de Somme, Rue (France)                        | Green Set    | Stefan Olsson     | Stéphane Houdet Nicolas Peifer        | 6-3, 5-7, 10/6    |
| 28 | 04/10/16 | Bath Indoor Tournament, Rue (France)                          | Green Set    | Stefan Olsson     | Maikel Scheffers Gustavo Fernandez    | 3-6, 7-6(3), 10/4 |
| 29 | 26/01/17 | Open d'Australie, Melbourne (Australie)                       | Dur          | Gordon Reid       | Gustavo Fernández Alfie Hewett        | 6-3, 3-6, [10-3]  |
| 30 | 25/01/19 | Open d'Australie, Melbourne (Australie)                       | Dur          | Stefan Olsson     | Stéphane Houdet Ben Weekes            | 6-3, 6-2          |
| 31 | 13/07/19 | Wimbledon, Wimbledon (Royaume-Uni)                            | Gazon        | Stefan Olsson     | Alfie Hewett Gordon Reid              | 6-4, 6-2          |

### En Grand Chelem

#### Victoires en simple (2)
| Année | Tournoi          | Adversaire en finale | Score         |
| 2021  | Open d'Australie | Alfie Hewett         | 6-0, 4-6, 6-4 |
| 2021  | Wimbledon        | Gordon Reid          | 6-2, 7-62     |

#### Finales en simple (2)
| Année | Tournoi          | Adversaire en finale | Score         |
| 2016  | Open d'Australie | Gordon Reid          | 76-7, 4-6     |
| 2020  | Roland-Garros    | Alfie Hewett         | 4-6, 6-4, 3-6 |

#### Victoires en double (4)
| Année | Tournoi          | Partenaire      | Adversaires en finale              | Score            |
| 2014  | Roland-Garros    | Stéphane Houdet | Gustavo Fernández / Nicolas Peifer | 4-6, 6-3, [11-9] |
| 2017  | Open d'Australie | Gordon Reid     | Gustavo Fernández / Alfie Hewett   | 6-3, 3-6, [10-3] |
| 2019  | Open d'Australie | Stefan Olsson   | Stéphane Houdet / Ben Weekes       | 6-3, 6-2         |
| 2019  | Wimbledon        | Stefan Olsson   | Alfie Hewett / Gordon Reid         | 6-4, 6-2         |

#### Finales en double (3)
| Année | Tournoi   | Partenaire        | Adversaires en finale                | Score         |
| 2013  | US Open   | Gustavo Fernández | Michaël Jeremiasz / Maikel Scheffers | 6-0, 4-6, 6-3 |
| 2018  | Wimbledon | Stefan Olsson     | Alfie Hewett / Gordon Reid           | 6-1, 6-4      |
| 2021  | Wimbledon | Tom Egberink      | Alfie Hewett / Gordon Reid           | 7-5, 6-2      |

### Au Masters

#### Victoires au Masters en simple (4)
| Année | Lieu    | Finaliste      | Résultat       |
| ----- | ------- | -------------- | -------------- |
| 2015  | Londres | Shingo Kunieda | 7-5, 2-6, 6-3  |
| 2016  | Londres | Gordon Reid    | 4-6, 6-4, 6-4  |
| 2018  | Orlando | Shingo Kunieda | 6-1, 56-7, 6-3 |
| 2019  | Orlando | Alfie Hewett   | 6-3, 6-2       |

#### Victoires au Masters en double (2)
| Année | Lieu          | Partenaire          | Finalistes                      | Résultat |
| ----- | ------------- | ------------------- | ------------------------------- | -------- |
| 2014  | Mission Viejo | Stéphane Houdet     | Michaël Jeremiasz / Gordon Reid | 6-4, 6-1 |
| 2024  | Arnhem        | Martín de la Puente | Alfie Hewett / Gordon Reid      | 6-4, 6-2 |

## Distinctions personnelles
- Sportif paralympique belge de l'année 2013, 2019 et 2020.
- Mérites Sportifs de la Fédération Wallonie-Bruxelles : meilleur sportif handisport 2013 et 2015.
- Chevalier du Mérite wallon (Ch.M.W.) 2016
- Officier du Mérite wallon (O.M.W.) 2018
- Commandeur du Mérite wallon (C.M.W.) 2021

### Sources
- Tandem de choc avec Joachim, 23 novembre 2003 sur le site de la DH
- Tennis : Deux espoirs belges en chaise roulante, 26 juillet 2005 sur le site de la DH
- Un autre tennis en avant, 18 juillet 2008 sur le site de la DH
- Jeux Paralympiques: Joachim Gérard en 1/8 de finale, 9 septembre 2008 sur le site de la DH
- Gérard a le sourire, 10 septembre 2008 sur le site de la DH
- Joachim Gérard : un grand espoir, 20 juillet 2009 sur le site de Actu24
- Jodoigne : Joachim Gérard bluffe le Cepes, 2 mars 2010 sur le site de Actu24
- Une leçon de courage et de motivation, 3 mars 2010 sur le site de la DH